# Gladiador (viatura blindada)
Gladiador é um veículo blindado leve sobre rodas do Grupo Inbrafiltro, desenvolvido para operações especiais de segurança, na qual as tropas necessitam de proteção e grande mobilidade.
Projetado totalmente dentro das instalações da Inbrafiltro, o Gladiador tem o conceito monobloco construído em chapa de aço balístico e é dotado de uma blindagem contra munição 7,62 NATO. Estruturado totalmente sobre mecânica Agrale, o veículo possui alta mobilidade operacional, podendo ainda ser equipado com vários itens defensivos e/ou de ataque, com a configuração desejada pelo cliente.